# Calitera
Calitera (en latín, Callithera) es el nombre de una antigua ciudad griega de Tesalia.
Es citada en el marco de la segunda guerra macedónica: Tito Livio menciona que fue una de las ciudades atacadas por los etolios el año 198 a. C., tras la retirada de Filipo V de Macedonia del territorio de Tesalia. Los defensores de Calitera ofrecieron una tenaz resistencia y a pesar de que los etolios lograron vencerles en una batalla no pudieron apoderarse del lugar. Se ha sugerido que debe identificarse con unos restos que se encuentran cerca de la población actual de Paliouri.